# Hydrophilus
Hydrophilus é um género botânico pertencente à família Restionaceae.
1. ↑  «Hydrophilus». www.worldfloraonline.org. Consultado em 4 de julho de 2022